# Загданский, Евгений Петрович
Евге́ний Петро́вич Загда́нский (укр. Євге́н Петро́вич Загда́нський; 7 января 1919, Киев — 8 сентября 1997, Киев) — советский и украинский сценарист, редактор, киновед. Заслуженный деятель культуры Украинской ССР(1969).
Один из создателей «киевской школы научного кино» в конце 1960-х — начале 1970-х годов.

## Биография и карьера
Родился в семье ремесленника.
Участник Великой Отечественной войны с июня 1941 года, призван Петровким РВК города Киева.
Воевал на Северо-Западном фронте, с 02.06.1942 года воевал на Карельском фронте, с 04.02.1943 года воевал на Брянском фронте, позже воевал на 1-м Белорусском фронте. Участник Орловско-Курской битвы, освобождения Варшавы, штурма Берлина.
Младший лейтенант юстиции, завделопроизводством разведывательного отдела штаба 63-й армии. Позже лейтенант административной службы, комендант 2-го отделения разведывательного отдела штаба 1-го Белорусского фронта. Войну окончил в звании старшего лейтенанта.
Окончил Киевский университет имени Т. Г. Шевченко (1954). Работал на Киевской киностудии научно-популярных фильмов «Киевнаучфильм» с 1952 по 1979 год. С 1961 года был главным редактором студии, вплоть до выхода на пенсию в 1979 году. Сотрудничал с журналом «Новини кіноекрану».
Автор научно-фантастической повести «Прыжок в бессмертие» (издательство «Молодь» 1960), сборников статей о научном кино «Фильмы, образы, формулы» (K., 1971), «От мысли к образу» (К., 1986), «Эффект Кассандры» (K., 1984), многочисленных статей в сборниках и периодической прессе, юмористических рассказов опубликованных в «Литературной газете». По сценариям Евгения Загданского поставлено более тридцати научно-популярных и мультипликационных фильмов.

## Награды, призы и звания
- Медаль За боевые заслуги (27.01.1944 г.).
- Орден Красной Звезды (15.11.1944 г.).
- Медаль За освобождение Варшавы.
- Медаль За взятие Берлина.
- Медаль За победу над Германией в Великой Отечественной войне 1941—1945 гг.
- Орден Трудового Красного Знамени.
- Орден Отечественной войны II степени (06.04.1985 г.).
- Знак Отличник кинематографии СССР.
- Почётная грамота Президиума Верховного Совета УССР.
- Заслуженный работник культуры Украинской ССР (1969).
- 1960 — Первая премия Всесоюзного кинофестиваля в Киеве за фильм «Электронный консилиум»
- 1965 — диплом зонального смотра в Ленинграде за фильм «Взорванный рассвет»
- 1969 — Гран-при «Золотой астероид» VII Международного кинофестиваля научно-фантастических фильмов в Триесте (Италия) за фильм «Семь шагов за горизонт».
- 1974 — премия «Золотой телёнок» «Литературной Газеты» («Клуба 12 стульев»).

## Семья
Супруга: Загданская Лия Исааковна (1919—1988), дочь Загданская, Нина Евгеньевна (1947 г. рожд.) сын Загданский, Андрей Евгеньевич (1956 г. рожд.)

## Фильмография (автор сценария)
- 1957 — Подсолнухи
- 1958 — Как человек создал бога
- 1959 — Электронный консилиум
- 1960 — Отрывки из повести
- 1960 — Прыжок в бессмертие
- 1962 — Оптимистические этюды
- 1965 — Взорванный рассвет
- 1966 — Охота за иксом
- 1968 — Семь шагов за горизонт
- 1971 — День восьмой или первый урок мышления
- 1973 — Если не я, то кто же?
- 1977 — Почему у осла длинные уши?
- 1979 — Про фаталиста, волюнтариста и философию
- 1979 — Трубка мира
- 1980 — Грани поиска
- 1980 — Когда встречаются двое
- 1981 — Алиса в Стране чудес
- 1982 — Алиса в Зазеркалье
- 1982 — Третий возраст
- 1984 — Сказка о карасях, зайце и бубликах
- 1985 — В пределах возможного
- 1985 — Я себя спрашиваю
- 1987 — В поисках пришельцев

## Фильм
В 2010 Андрей Загданский сделал документальный фильм «Мой отец Евгений».